# Remington Modelo 1858
Los Remington-Beals, junto a sus respectivas variantes y modelos, eran revólveres de percusión fabricados por Eliphalet Remington & Sons en los calibres .31 (Bolsillo), .36 (Armada) o .44 (Ejército), que fueron empleados durante la Guerra de Secesión y dieron inicio a una exitosa serie de revólveres con armazones medianos y grandes. En general son erróneamente llamados Modelo 1858 por el marcaje de la patente en su tambor "PATENTED SEPT. 14, 1858/E. REMINGTON & SONS, ILION, NEW YORK, U.S.A./NEW MODEL."; aunque la producción a gran escala no empezó hasta 1861.
El revólver Remington era un arma auxiliar secundaria en el Ejército de la Unión hasta el incendio de la fábrica Colt en 1864. Debido al incendio, el Colt Army 1860 no estuvo disponible por algún tiempo, por lo que el Gobierno estadounidense ordenó grandes cantidades del revólver Remington. Era más costoso, por "50 centavos" (una diferencia de más de 12 dólares en 2013) que el Colt, pero quienes pudieron comprarlo resaltaron su durabilidad.[cita requerida]
Fue empleado en el Viejo Oeste, tanto en su configuración original de percusión como convertido a cartuchos, así como en otros países.

## Descripción

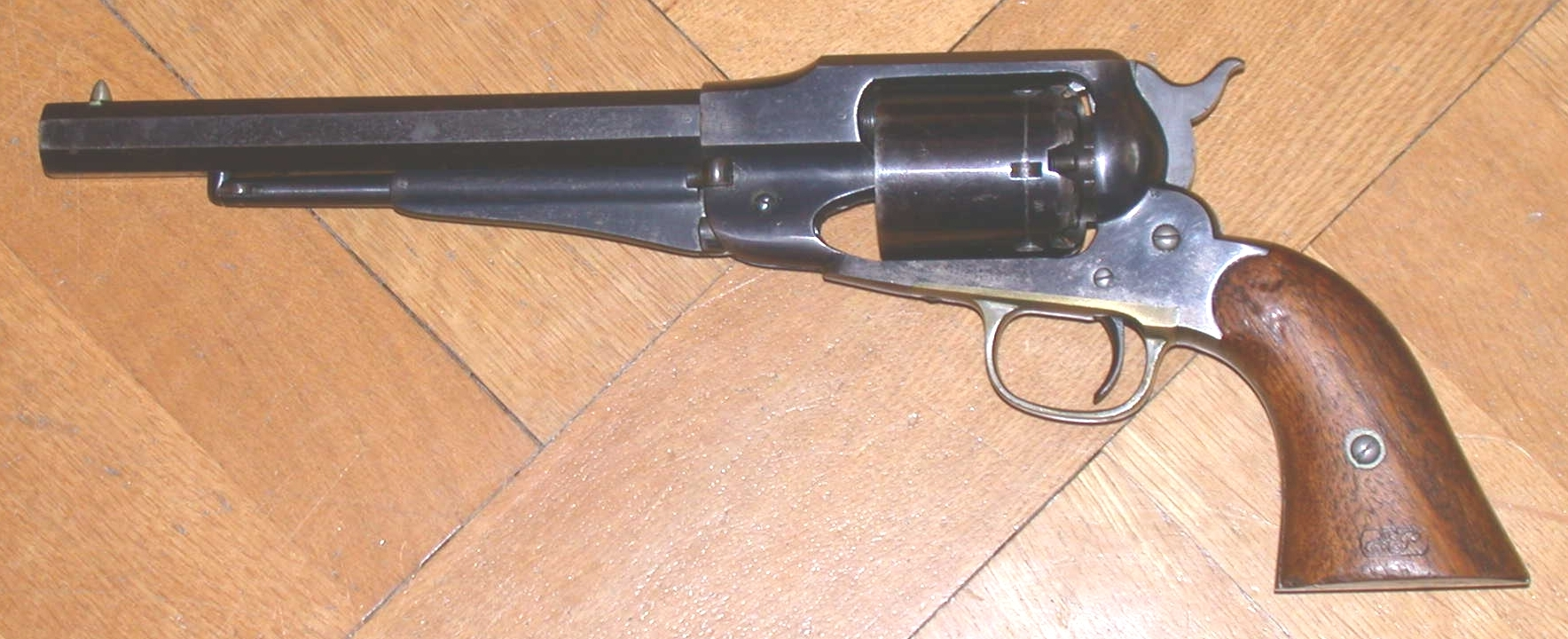
Revólver Remington New Model Army, primigenio modelo con punto de mira torneado.

El Remington es un revólver de percusión, de acción simple y tambor de seis recámaras, producido por E. Remington & Sons, Ilion, N.Y., según la patente de Fordyce Beals del 14 de setiembre de 1858 (Patente 21,478). El revólver Remington Army tiene un armazón grande y es de calibre 11 mm (.44), con un cañón de 203 mm (8 pulgadas) de largo. El revólver Remington Navy tiene un armazón ligeramente más pequeño que el Army, con un cañón de 187 mm (7,35 pulgadas; 190 mm en el Beals Navy) de largo. Se produjeron tres modelos: el Remington-Beals Army & Navy (1860-1862), el Army & Navy 1861 (1862-1863) y el New Model Army & Navy (1863-1875). Los tres modelos son casi idénticos en lo que a tamaño y forma respecta. Sutiles diferencias en los martillos, palancas de carga y tambores ayudan a identificar cada modelo. El Remington 1861 pasó a ser el New Model a fines de 1862, transformándose lentamente durante aquel año, debido a las continuas sugerencias de mejora del Departamento de Armamentos.
Los revólveres de percusión Remington son muy precisos y tienen una considerable potencia, con velocidades de boca entre 168 y más de 392 m/s (550 a más de 1286 pies/segundo), dependiendo de la calidad de la pólvora, su cantidad y el peso de la bala cónica. Los cartuchos de papel usualmente están cargados con pólvora negra especial de alto desempeño, empleando la carga mínima requerida para un nivel de impacto específico, generalmente determinado a través de pruebas de penetración en tablas de pino. La pólvora especial y la carga mínima reducen la acumulación de hollín, permitiendo que los revólveres puedan dispararse el mayor tiempo posible antes de que sea necesario limpiarlos.

### Diseño

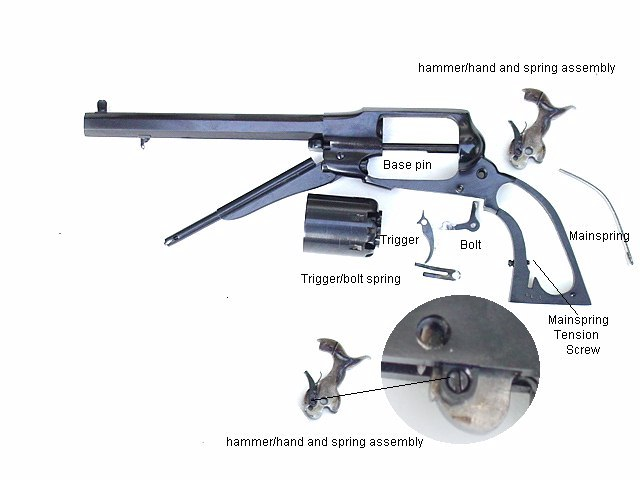
Un Remington New Model Army, completamente desarmado.

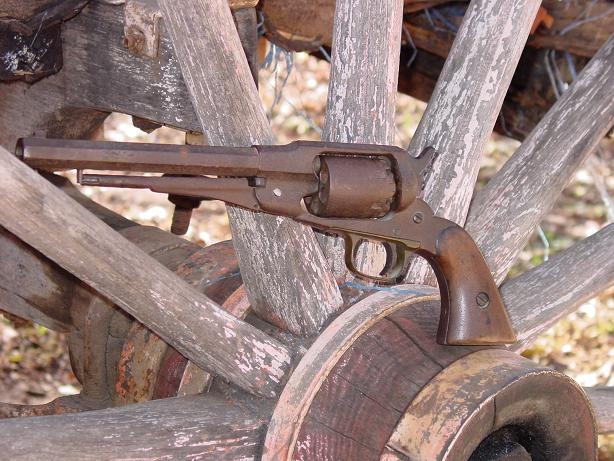
Un Remington New Model Navy original, de 9,14 mm (.36).

El revólver Remington debe su durabilidad al diseño de su armazón macizo con brida superior. Este diseño es más resistente y menos proclive a ensancharse que los revólveres Colt del mismo período. El mecanismo interno del Remington era de construcción algo más simple. Mientras que los revólveres Colt emplean tornillos distintos para el martillo y el gatillo, estas piezas utilizan el mismo tipo de tornillo en el diseño del revólver Remington.
Otra característica innovadora (que apareció por vez primera en el Modelo 1863 de serie) eran las "ranuras de seguridad" fresadas entre las recámaras del tambor. La ranura fresada aseguraba el martillo entre las recámaras para poder portar con seguridad el revólver, previniendo la rotación accidental del tambor. La mayoría de revólveres del siglo XIX no tenían estas características de seguridad. Los primigenios revólveres Whitney, por ejemplo, eran similares al Remington pero les faltaban las ranuras de seguridad. Era posible bajar el martillo entre las recámaras del tambor de un revólver Whitney para poder portarlo con seguridad, pero al carecer de la ranura fresada su tambor podía girar, permitiendo que el martillo impactase la cápsula fulminante de una recámara cargada y produjese un disparo accidental.
El revólver Remington permitía retirar su tambor con facilidad, por lo que podía recargarse rápidamente con un tambor precargado; esto era una ventaja sobre otros diseños de revólveres de la época. Sin embargo, es poco probable que esto fuese una práctica usual en aquel entonces. Los tambores separados no eran suministrados por el Ejército.[cita requerida]

### Conversiones a cartucho metálico

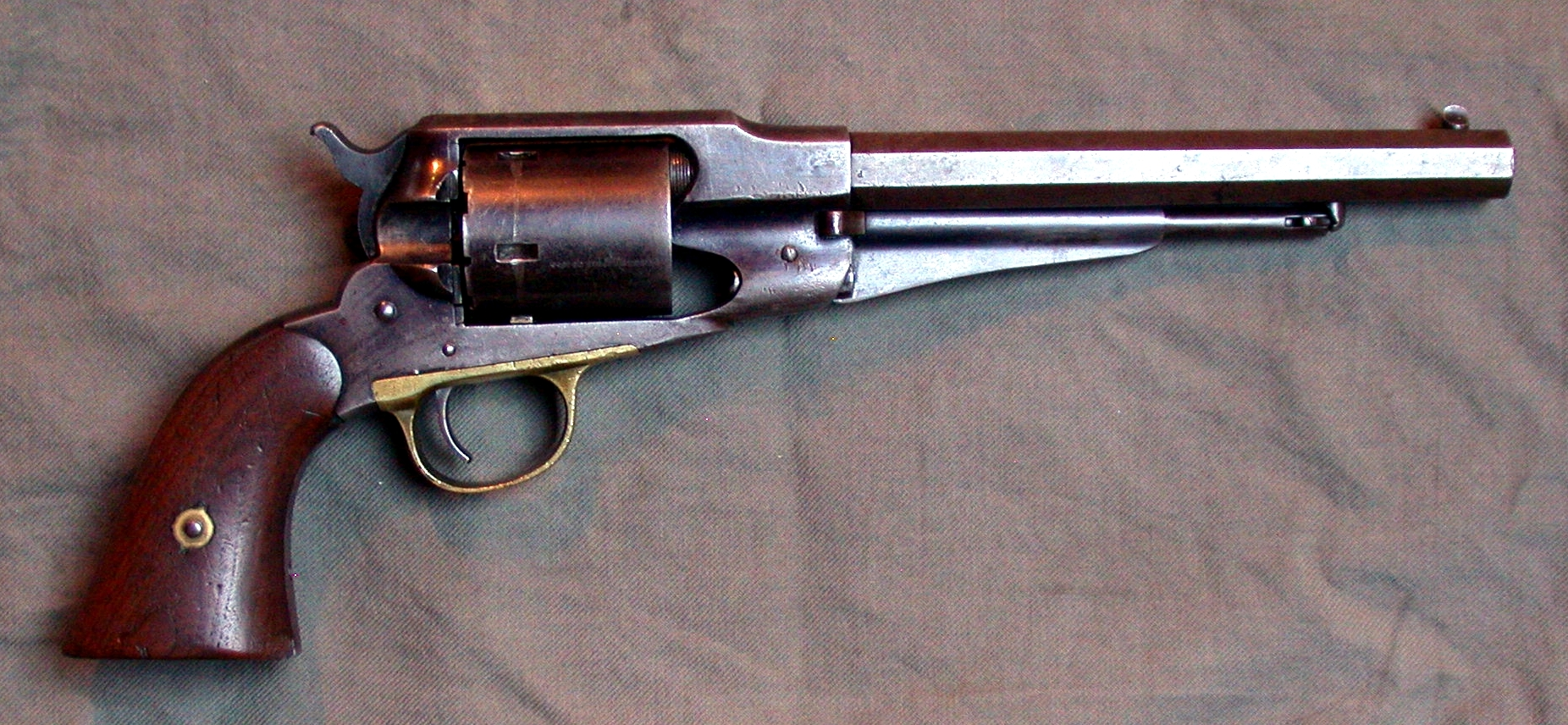
Un Remington Conversion, que dispara cartuchos .46 rimfire.

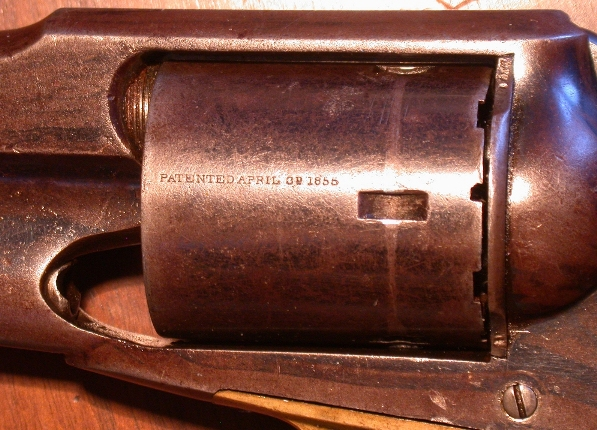
Detalle del tambor de un Remington Conversion, con el marcaje de la patente de Rollin White.

En 1868, la Remington empezó a ofertar conversiones a cartucho metálico de su revólver, que tenían un tambor de cinco cartuchos y disparaban el .46 rimfire. La empresa pagó una regalía a la Smith & Wesson, dueña de la patente de Rollin White (#12,648, 3 de abril de 1855) sobre tambores de revólver perforados para emplear cartuchos metálicos. Las conversiones a cartucho del Remington Army fueron los primeros revólveres de gran calibre disponibles, incluso superando al .44 American de la Smith & Wesson por casi dos años.
Debido a la gran cantidad de estos revólveres, diversos armeros también produjeron conversiones a cartucho desde versiones de percusión, para una variedad de cartuchos tales como el .44-40 y el .45 Colt.

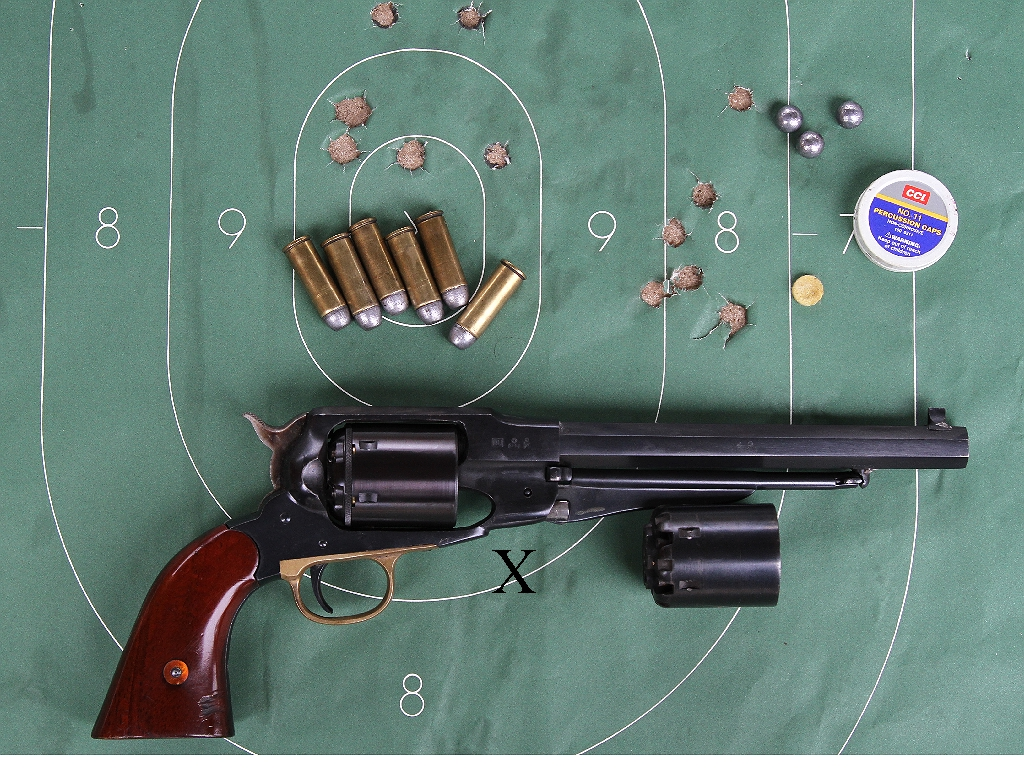
Réplica moderna con tambor de conversión.

### El revólver de Buffalo Bill Cody
William F. "Buffalo Bill" Cody empleó un Remington New Model Army de 11 mm (.44) con cachas de marfil y número de serie 73,293, desde 1863 hasta 1906, cuando se lo regaló al capataz de su rancho con una nota manuscrita que decía: "Nunca me falló".
En junio de 2012, el revólver fue subastado por 239.000 dólares. La compañía Heritage Auctions presentó al revólver como "El más importante revólver de William F. "Buffalo Bill" Cody existente". Varios artículos personales de Cody acompañaron la subasta del revólver, incluyendo diecisiete cartas manuscritas.

## Manipulación
La carga de este revólver se hace por la parte delantera del tambor: una dosis de pólvora, 1 taco (opcional en función la dosis de pólvora para llenar el vacío entre la pólvora y la bala), después la bala, colocada de forma que quede a nivel con el borde del tambor.  
Una vez todas las recámaras han sido cargadas, el tirador puede añadir grasa sobre las balas con el fin de evitar las deflagraciones en cadena (cuando una chispa pasa de la recámara activa a una o más de las otras recámaras adyacentes, provocando la salida de varios tiros. Una deflagración en cadena puede producirse con balas cargadas en el tambor, si el plano anterior de estas se comunica a través de la recámara. La grasa se utiliza también para prevenir las cargas del peligro de humedad.
Sólo después de estas operaciones, el tirador puede añadir los pistones de fulminante, que tiene que procurar pinchar de forma que tapen las chimeneas quedando sujetos a las mismas. 
Con un poco de entrenamiento, se tarda aproximadamente un minuto, en cargar un revólver de pólvora negra

## Una utilización principalmente militar
Alrededor de 106.000 de estos revólveres fueron adquiridos por el Ejército de los Estados Unidos y la Armada de los Estados Unidos durante la Guerra de Secesión de los Estados Unidos.
Alrededor de 15.000 revólveres Remington fueron vendidos en el mercado civil, y se hicieron visibles sobre todo a manos de Frank James y de Buffalo Bill.
En el cine, este célebre revólver hizo varias apariciones en el film Django Unchained de Quentin Tarantino.

## Modelos y variantes
Los diversos revólveres de esta serie, con sus respectivos datos.
| Modelo                                                | Armazón | Año de fabricación | Calibre(s)                                                                                   | Unidades producidas       | Forma y longitud del cañón                                                            | Notas |
| ----------------------------------------------------- | ------- | ------------------ | -------------------------------------------------------------------------------------------- | ------------------------- | ------------------------------------------------------------------------------------- | --- |
| Remington-Beals Army                                  | Grande  | 1861-1862          | 11 mm (.44)                                                                                  | 1.900 (estimado)          | Octogonal, de 203 mm (8 pulgadas)                                                     | |
| Remington-Beals Navy                                  | Mediano | 1861-1862          | 9,14 mm (.36)                                                                                | 14.500 (estimado)         | Octogonal, de 190,5 mm (7 1/2 pulgadas)                                               | |
| Army 1861 (Old Model Army)                            | Grande  | 1862               | 11 mm (.44)                                                                                  | 6.000 (estimado)          | Octogonal, de 203 mm (8 pulgadas)                                                     | |
| Navy 1861                                             | Mediano | 1862               | 9,14 mm (.36)                                                                                | 7.000 (estimado)          | Octogonal, de 187,3 mm (7 3/8 pulgadas)                                               | |
| New Model Army                                        | Grande  | 1863-1865          | 11 mm (.44)                                                                                  | 122.000 (aproximadamente) | Octogonal, de 203 mm (8 pulgadas)                                                     | Empleado para conversiones de fábrica a los cartuchos .46 rimfire y .44 Remington.                           |
| New Model Navy                                        | Mediano | 1863-1875          | 9,14 mm (.36)                                                                                | 28,000 (aproximadamente)  | Octogonal, de 187,3 mm (7 3/8 pulgadas)                                               | Empleado para conversiones de fábrica y por la Armada estadounidense para el cartucho .38 rimfire y .38 S&W. |
| New Model Single Action Belt Revolver                 | Grande  | 1863-1875          | Bala de 9,14 mm (.36) (en percusión) y cartucho de percusión central .38 S&W (en conversión) | 2.500 - 3.000 (estimado)  | Octogonal, de 165 mm (6 1/2 pulgadas)                                                 | La producción de conversiones empezó en 1873.                                                                |
| Remington-Rider Double Action New Model Belt Revolver | Grande  | 1863-1873          | Bala de 9,14 mm (.36) (en percusión) y cartucho de percusión central .38 S&W (en conversión) | 3.000 - 5.000 (estimado)  | Octogonal, de 165 mm (6 1/2 pulgadas)                                                 | Disponible entre 1863-1865 con tambor acanalado, las conversiones tenían un tambor de dos piezas.            |
| New Model Police                                      | Mediano | 1865-1873          | Bala de 9,14 mm (.36) (en percusión) y cartucho de percusión anular .38 (en conversión)      | 25.000 (estimado)         | Octogonal, de 89 mm, 114,3 mm, 140 mm y 165 mm (3 1/2, 4 1/2, 5 1/2 y 6 1/2 pulgadas) | Se cree que todas las conversiones solamente disparaban cartuchos de percusión anular.                       |
| New Model Pocket                                      | Mediano | 1865-1873          | Bala de 7,87 mm (.31) (en percusión) y cartucho de percusión central .32 (en conversión)     | 25,000 (estimado)         | Redondo, de 76 mm, 89 mm, 101,6 mm y 114,3 mm (3, 3 1/2, 4, 4 1/2 pulgadas)           | La mayoría fueron producidos como conversiones, o para cartuchos.                                            |

## Uso moderno

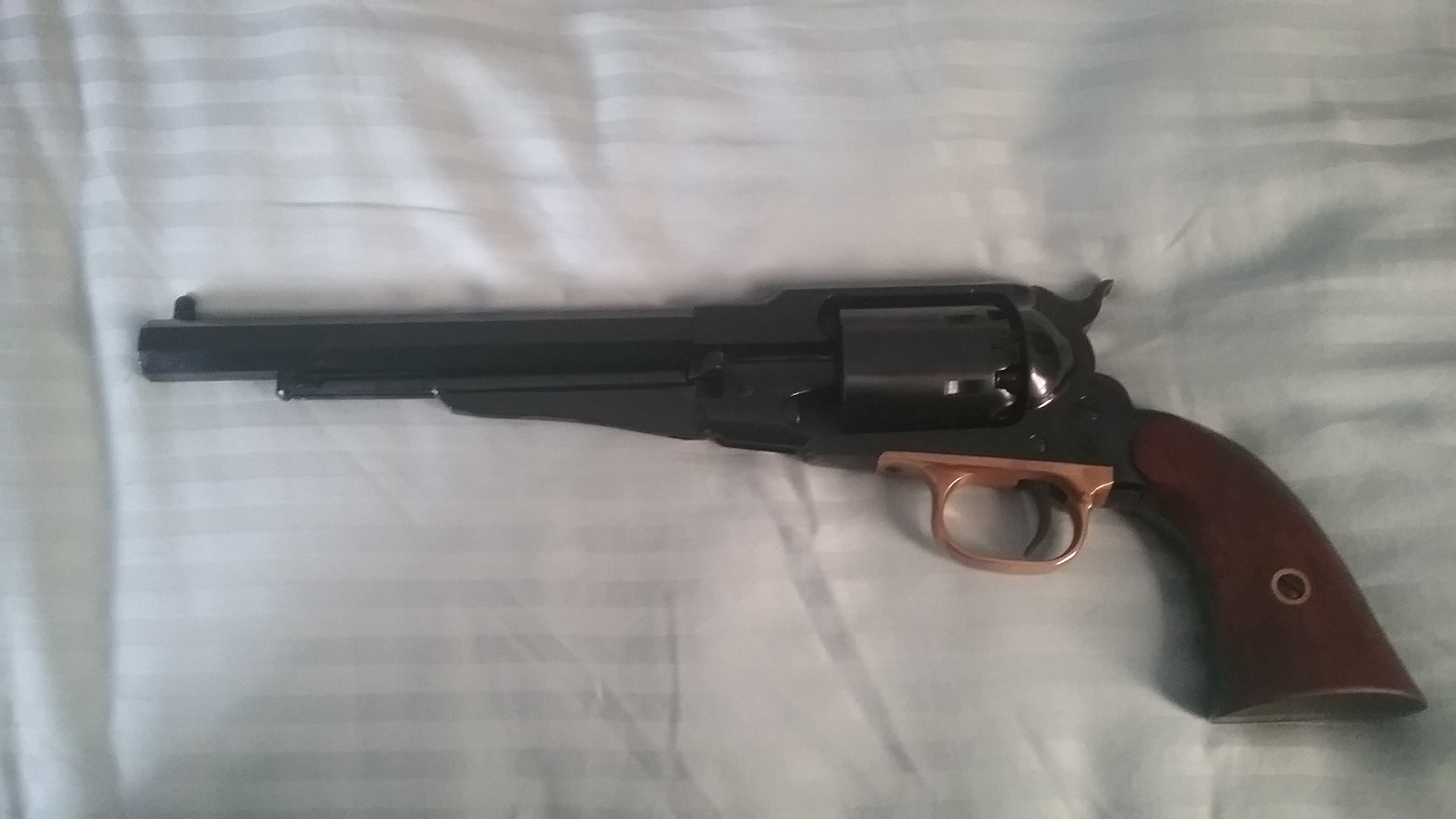
Réplica de un Remington New Model Army, hecha por Pietta.

El diseño del Remington-Beals continua vigente en las réplicas producidas por las empresas italianas Uberti, Pietta y Euroarms, estando disponible con armazón de acero moderno y de latón. Las réplicas del New Model Army de Uberti y Euroarms son casi idénticas al revólver original. Estas réplicas son muy populares entre los recreadores históricos de la Guerra de Secesión y en el Cowboy Action Shooting. Varias empresas producen tambores "de conversión" para las réplicas, permitiéndoles disparar cartuchos modernos con carga propulsora reducida sin alterar el armazón del revólver. Estas conversiones son más parecidas a las conversiones originales de Remington empleadas en el Oeste en las décadas de 1860 y 1870. El tambor de percusión se puede intercambiar con el tambor de cartuchos. Debido al valor y la fragilidad de los revólveres Remington originales, no se recomienda dispararlos.
En el campo de tiro, se usan cargas de pólvora generalmente bajas (de la orden de 0,9 a 1,5 g de 0,44 y de 0,5 a 1 g por 0,36) para asegurar un tiro preciso.  Sin embargo, no hay tablas predefinidas de recarga, puesto que cada réplica lleva su carga específica.
Merece la pena señalar que el uso del cuerno de pólvora está prohibido (por razones de seguridad), la recarga se realiza ya sea con cartuchos de papel o con dosis preparadas previamente en tubos ensayo de plástico anti-estático.

## Galería

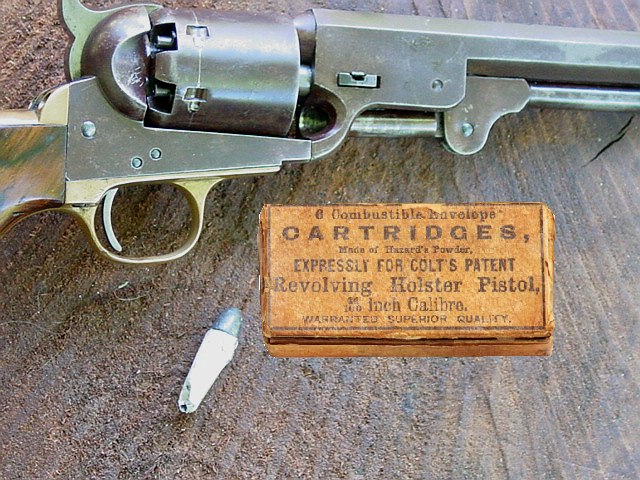
Cartucho de papel combustible y una caja de seis cartuchos.
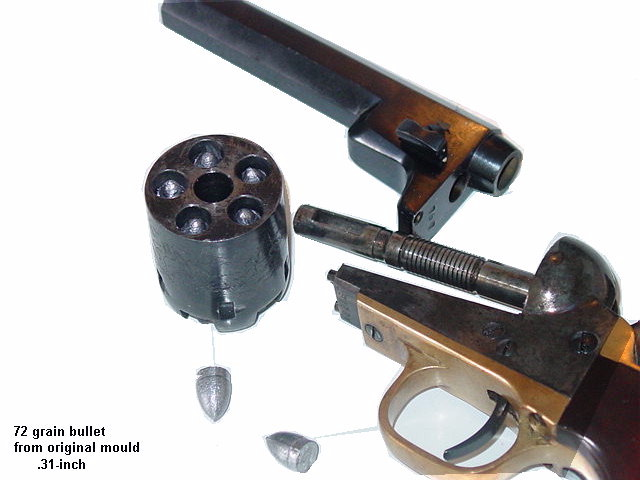
El eje del tambor sirve como baqueta en los modelos sin palanca de carga.
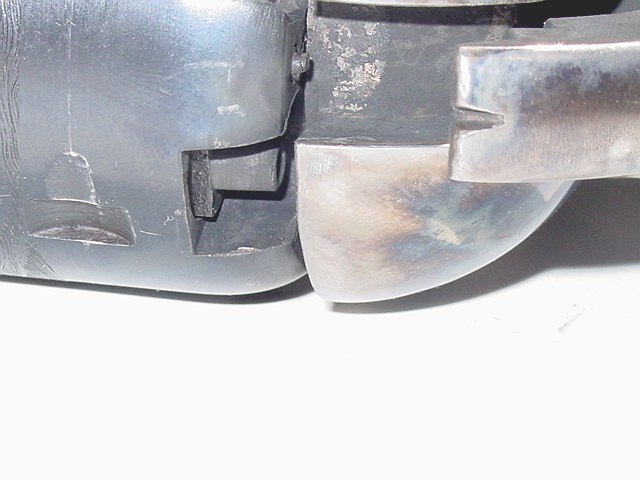
Resalte de seguridad entre las recámaras del tambor.
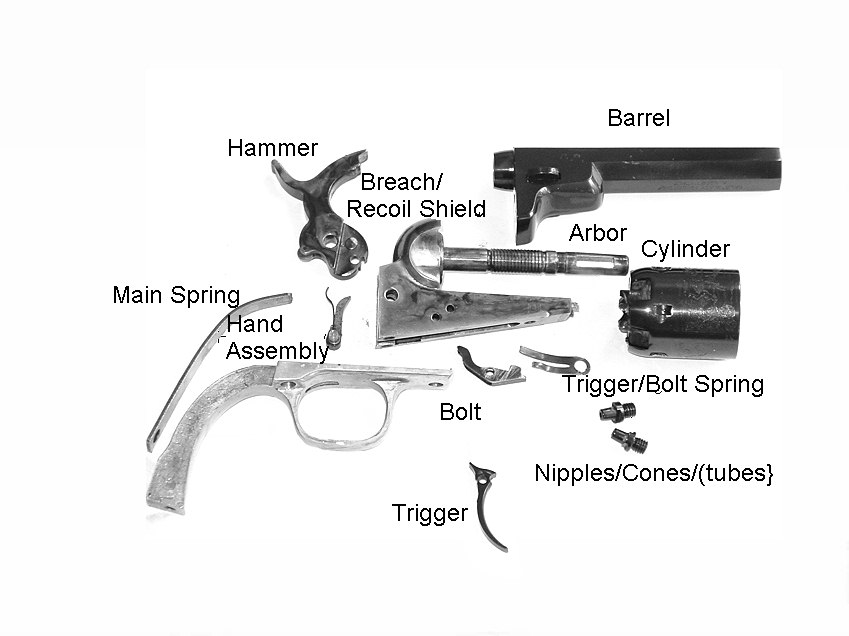
Un Colt Navy 1851 completamente desmontado.
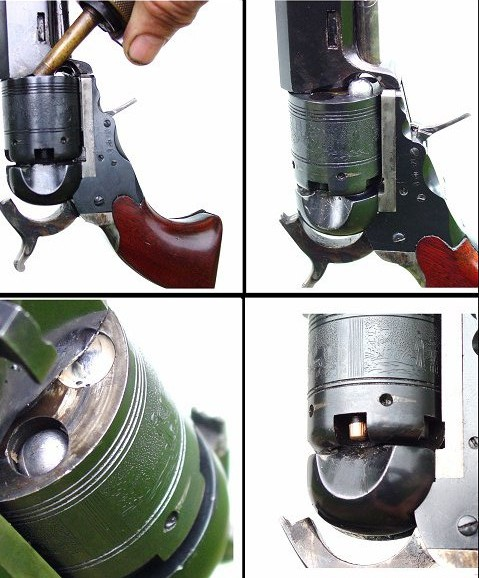
Secuencia de recarga de un revólver de percusión.